# Whitelackington
Whitelackington – wieś w Anglii, w hrabstwie Somerset, w dystrykcie (unitary authority) Somerset. Leży 61 km na południe od miasta Bristol i 202 km na zachód od Londynu. W 2002 miejscowość liczyła 147 mieszkańców.